# كأس الاتحاد الألماني لكرة اليد
كأس الاتحاد الألماني لكرة اليد (بالألمانية: DHB-Pokal) هي مسابقة كرة يد في ألمانيا تأسست في 1975 وتقام بشكل سنوي وتعتبر ثاني أهم بطولة في ألمانيا بعد الدوري الألماني لكرة اليد، يلعب فيها 58 فريقا. يعتبر نادي كيل لكرة اليد هو الأكثر فوزا بها وذلك برصيد 9 بطولات.

## وصلات خارجية
- الموقع الرسمي